# Asteralobia calathidiphaga
Asteralobia calathidiphaga är en tvåvingeart som beskrevs av Nikolai Vasilevich Kovalev 1964. Asteralobia calathidiphaga ingår i släktet Asteralobia och familjen gallmyggor. Inga underarter finns listade i Catalogue of Life.